# ボイメン2泊3日 ツタエル・トラベル
『ボイメン2泊3日 ツタエル・トラベル』（ボイメンにはくみっか ツタエル・トラベル）は、中京テレビ制作のバラエティ番組、旅番組。略称は『ツタトラ』。2016年4月13日（12日深夜）に事前番組『ツタエル・トラベル 来週出発SP』を放送し、その翌週の20日から2017年3月29日の間、毎週水曜0:29 - 0:59（火曜深夜、JST）に放送された。
毎週の放送後にYouTubeの番組公式チャンネルにてダイジェストを配信。Huluですべての放送分の配信を行ったほか、2016年9月から中京テレビのネット配信サービス「Chuun」で期間限定配信を行った。

## 概要
『ボイメン☆騎士』・『ボイメン☆MAGIC 〜夜の魔法をキミに〜』に続く、BOYS AND MENによる中京テレビ火曜深夜枠の冠番組の第3弾。前番組までは様々な過酷なチャレンジを繰り返してきたが、この番組ではそこからリニューアルし、ゆるい旅番組を目指すという内容に変わった。BOYS AND MENメンバーが2泊3日の旅（トラベル）に出て、旅の楽しさを伝える（ツタエル）ことにチャレンジする番組である。
旅ロケ以外の部分の収録は、名古屋市大須にあるBOYS AND MENのオフィシャル・ショップ「BOYS AND MEN SHOP&CAFE」で行われる。この番組では進行役を中京テレビアナウンサーの望月杏夏が担っており、BOYS AND MEN以外のレギュラー出演者が加わる形となった。
開始から約1年の2017年3月29日（28日深夜）をもって終了。中京テレビでのBOYS AND MENの次の冠番組は古坂大魔王と共演する『PPBM』で、3年間続いた火曜深夜の枠から金曜深夜（土曜未明）に移った。

## 内容
番組はあくまでも「多忙なBOYS AND MENに素敵な休日をプレゼントする」という前提である。名物グルメにありつくための駆け引きを繰り広げる「グルメ旅」の場合もある。「予算の都合から」旅に出られるのは毎回3名。旅の内容によっては3名に共通点があって選ばれる場合もある。さらに「予算の都合から」2泊3日の中で1日に1人ずつ強制的に帰宅させらされる。旅の行き先はほとんどが東海地方外の日本国内や海外で、ひとつの旅が4週から5週にわたって放送される。
道中ではテレビ的なリアクションは不要であり、オフを満喫しているように振る舞いながら旅先の魅力や楽しさを視聴者に伝える。初日と2日目の工程終了後、スタッフとメンバーによって「強制帰宅BOX」による投票が行われ、旅の楽しさを伝えられなかったと判断されたメンバーはその場で帰宅となる。2日間を勝ち抜いた優勝者だけが3日目を迎えられる。後日、この旅の一部始終を「BOYS AND MEN SHOP&CAFE」にて出演者全員で観賞。旅を見終えると、望月から次の行き先とメンバーが発表される。BOYS AND MENメンバーは旅をする際は私服だが、ショップでは学ラン衣装である。
番組後半にBOYS AND MENの最新情報を伝えるミニコーナー「BOYS AND MEN HEADLINE NEWS」がある。

## 出演者
- BOYS AND MEN
  - 水野勝：この番組が始まる頃にグループに「色々あって」大至急オフが必要と判断されたBOYS AND MENの悩めるリーダー[2]。周囲を引っ張る能力や決断力は高いが、「リーダーとして自分を抑えている」といった指摘されることがある[4][5]。メンバー随一の大食漢。レギュラー放送最後の旅「高視聴率視聴率3大グルメ旅」で初めて優勝した。
  - 田中俊介：グループ内の兄貴分で立場の強いポジションにいるが、「実は小さい男」「実は普通」という指摘も受けている[6][7]。タイ編・北海道編・チャンピオンシップ大会で優勝した。
  - 田村侑久：グループ内のおバカキャラで、それが行き過ぎて周囲が引いてしまうことがある[8]。優勝経験は奥飛騨編の1度だけだがチャンピオンシップ大会に出場した。
  - 辻本達規：普段は熱血漢でハイテンションなキャラクターを打ち出しているが、「偽りのハイテンション」「実は繊細で小さい男」であることを周囲に見透かされている[4][6]。北欧編で小林とともにはじめて最終日まで残った。
  - 小林豊：メンバー最年長。優等生アイドルというポジションであるが、他のメンバーからは「実はかなりわがまま」と言われている[9]。運動が嫌いで、過酷な移動手段などに文句を付けることがある[9]。北欧編で辻本とともに最終日まで残った。
  - 本田剛文：グループ一の秀才というポジションであるが、常に撮影を考えてテレビ的なリアクションになってしまい「オフ感」を出せない、という指摘を受ける[10]。台湾編・九州編で優勝した。
  - 勇翔：普段から寡黙で話下手な上に「『美味しい』が分からない」と言うほど食に興味がなく、レポートが大の苦手。一方で大の酒好きである[9]。東北編で優勝した。
  - 平松賢人：メンバー最年少。石川編で優勝した。
  - 土田拓海：グループ内でのキャラクターを見失っていたが、この番組においては「圧倒的なオフ感」を醸し出せることから強さを発揮し、沖縄編とハワイ編で優勝した[4][7]。ショップでは他のメンバーに対して上から目線な「ツタトラのご意見番」と化す。チャンピオンシップ大会に出場した。
  - 吉原雅斗：平松と同じくメンバー最年少。旅において主体性がなく人任せで、その上わがままだと散々に言われたことがある[5]。ハワイ編では集合時刻に遅れたことが響いて強制帰宅となった[7]。メンバーで唯一優勝経験がない。
- 望月杏夏（中京テレビアナウンサー）：ショップ収録部分の進行役。番組ナレーションも担当している。愛称は「モッチー」。チャンピオン大会でシンガポールの旅に参加した。
- BOYS AND MENの女性マネージャー・N：度々メンバーの口から名前が出る（この際顔写真が登場）する他、奥飛騨編では勇翔の電話の相手として音声で登場するなどして、ハワイ編では駆け引きグルメの対戦相手として出演した。

## スタッフ
- プロデューサー：武藤利宣
- 演出：富田恭彦
- 構成：加藤智久、山口トンボ
- チーフディレクター：太田雅人
- ディレクター：小宮直起、伊藤雄哉、石川直樹
- アシスタントディレクター：鈴木祐都、柴草昂太
- 協力：フォーチュンエンターテイメント
- 制作協力：スクラッチ
- 製作著作：中京テレビ

## テーマソング
番組のテーマソング「サンバdeバケーション」（サンバ・デ・バケーション）は、BOYS AND MENの楽曲。2016年5月26日に配信でリリースされた。16thシングル「Wanna be!」の次に発表された、BOYS AND MENが11人組から10人組となって最初にリリースした楽曲でもある。
2016年、ライブ映像などを配信する「テイクアウトライブ」が配信でシングルをリリースする企画を発表し、その第1弾となったシングルである。メンバー10人による10通りのパッケージでリリースされた。楽曲プロデュースと作詞はYUMIKOが、作曲は田村信二が担った。ミュージック・ビデオには望月杏夏も出演している。

## 放送日程
中京テレビ番組公式サイト「放送内容一覧」より
| 放送日（放送回数）        | 旅のテーマ                                               | 行先                   | 旅人 （太字は優勝者）   | 収録DVD |
| 2016年                    | 2016年                                                   | 2016年                 | 2016年                  | 2016年  |
| ------------------------- | -------------------------------------------------------- | ---------------------- | ----------------------- | ------- |
| 4月13日                   | ツタエル・トラベル 来週出発SP                            | 沖縄県                 | 水野・辻本・土田        | vol.1   |
| 4月20日 - 5月11日（4回）  | 沖縄癒し旅                                               | 沖縄県                 | 水野・辻本・土田        | vol.1   |
| 5月18日 - 6月8日（4回）   | タイ開運の旅                                             | タイ                   | 田中・本田・平松        | vol.1   |
| 6月15日 - 7月6日（4回）   | 奥飛騨・贅沢旅                                           | 岐阜県                 | 田村・小林・勇翔        | vol.1   |
| 7月13日 - 8月3日（4回）   | 北海道・豪快旅                                           | 北海道                 | 田中・辻本・吉原        | vol.2   |
| 8月9日 - 8月30日（4回）   | まるっと九州！名物グルメ2択旅                            | 九州全7県              | 水野・田村・本田        | vol.2   |
| 9月7日 - 9月28日（4回）   | 2泊3日最新ハワイ！かけひきグルメ旅                       | ハワイ                 | 田中・土田・吉原        | vol.3   |
| 10月5日 - 10月26日（4回） | 2泊3日台湾グルメ 運まかせの旅                            | 台湾                   | 辻本・本田・平松        | vol.3   |
| 11月2日 - 11月30日（5回） | 東北3県！名物グルメ2択旅                                 | 秋田県・岩手県・青森県 | 水野・勇翔・吉原        | vol.3   |
| 12月7日 - 12月28日（4回） | 第1回チャンピオンシップ 2泊3日シンガポール勝ち組グルメ旅 | シンガポール           | 田中・田村・土田 / 望月 | vol.3   |
| 2017年                    |                                                          |                        |                         |         |
| 1月10日 - 2月1日（4回）   | 北欧2泊3日仲よしこよし旅                                 | フィンランド           | 田中・辻本・小林        | vol.4   |
| 2月8日 - 3月1日（4回）    | 2泊3日金沢・加賀・能登 おバカ3人！聞き込みグルメ旅       | 石川県                 | 田村・土田・平松        | vol.4   |
| 3月8日 - 3月29日（4回）   | 2泊3日高視聴率3大グルメ旅                                | 北海道・京都府・沖縄県 | 水野・小林・勇翔        | vol.4   |

## DVDリリース
番組のDVDは、中京テレビから『ボイメン2泊3日 ツタエル・トラベル -ボイメンだって人間だもん 本当に世の中に公開しちゃって大丈夫?-』のタイトルでリリースされている。